# Clausilioidea
Clausilioidea is een superfamilie van weekdieren uit de klasse van de Gastropoda (slakken).

## Taxonomie

### Taxonomie volgens Bouchet & Rocroi[1]
- Familie Clausiliidae Gray, 1855
- Familie  † Anadromidae Wenz, 1940
- Familie  † Filholiidae Wenz, 1923
- Familie  † Palaeostoidae H. Nordsieck, 1986

### Taxonomie volgens WoRMS[2]
- Clausiliidae Gray, 1855
- † Filholiidae Wenz, 1923
- † Palaeostoidae H. Nordsieck, 1986